# Grand Prix Telemar Rio 200 1999
Grand Prix Telemar Rio 200 1999 var ett race som var den femte deltävlingen i CART World Series 1999. Tävlingen kördes den 15 maj på Autódromo Internacional Nelson Piquet i Rio de Janeiro, Brasilien. Juan Pablo Montoya lyckades ta sin tredje raka seger, vilket gav honom en tydlig mästerskapsledning efter en fjärdedel av säsongen. Dario Franchitti var dock tvåa, vilket gjorde att hans poängtapp till Montoya minimerades. Christian Fittipaldi var den tredje föraren på pallen.

## Slutresultat
| Plats | Förare               | Team                     | Grid | Kvaltid |
| ----- | -------------------- | ------------------------ | ---- | ------- |
| 1     | Juan Pablo Montoya   | Chip Ganassi Racing      | 3    | 38,651  |
| 2     | Dario Franchitti     | Team KOOL Green          | 2    | 38,574  |
| 3     | Christian Fittipaldi | Newman/Haas Racing       | 1    | 38,565  |
| 4     | Max Papis            | Team Rahal               | 13   | 39,381  |
| 5     | Tony Kanaan          | Forsythe Racing          | 7    | 38,978  |
| 6     | Patrick Carpentier   | Forsythe Racing          | 9    | 39,043  |
| 7     | P.J. Jones           | Patrick Racing           | 16   | 39,393  |
| 8     | Greg Moore           | Forsythe Racing          | 10   | 39,185  |
| 9     | Tarso Marques        | Marlboro Team Penske     | 8    | 39,007  |
| 10    | Gil de Ferran        | Walker Racing            | 4    | 38,684  |
| 11    | Roberto Moreno       | PacWest Racing           | 23   | 40,121  |
| 12    | Al Unser Jr.         | Marlboro Team Penske     | 19   | 39,807  |
| 13    | Bryan Herta          | Team Rahal               | 5    | 38,711  |
| 14    | Robby Gordon         | Team Gordon              | 26   | -       |
| 15    | Paul Tracy           | Team KOOL Green          | 12   | 39,310  |
| 16    | Michel Jourdain Jr.  | Payton/Coyne Racing      | 24   | 41,271  |
| 17    | Gualter Salles       | Bettenhausen Motorsports | 21   | 39,989  |
| 18    | Luiz Garcia Jr.      | Payton/Coyne Racing      | 27   | -       |
| 19    | Richie Hearn         | Della Penna Motorsports  | 18   | 39,626  |
| 20    | Adrián Fernández     | Patrick Racing           | 17   | 39,443  |
| 21    | Cristiano da Matta   | Arciero-Wells Racing     | 14   | 39,382  |
| 22    | Maurício Gugelmin    | PacWest Racing           | 25   | -       |
| 23    | Alex Barron          | All American Racing      | 22   | 40,055  |
| 24    | Scott Pruett         | Arciero-Wells Racing     | 20   | 39,982  |
| 25    | Hélio Castroneves    | Hogan Racing             | 11   | 39,302  |
| 26    | Michael Andretti     | Newman/Haas Racing       | 15   | 39,386  |